# Coenobita perlatus
Coenobita perlatus (лат.) — вид десятиногих раков из семейства Coenobitidae надсемейства раков-отшельников (Paguroidea). Его называют клубничным раком-отшельником из-за красновато-оранжевой окраски. Это широко распространенный падальщик в Индо-Тихоокеанском регионе, а выловленные в дикой природе экземпляры продаются аквариумистам-любителям.

## Внешний вид и строение
Взрослые особи могут вырасти до средней длины 80 мм и веса 80 г. Селятся в раковинах погибших брюхоногих моллюсков. Окрашены в красный или оранжевый цвет, за это вид называют «клубничный рак-отшельник» (strawberry hermit crab). Coenobita perlatus и других представителей Coenobita трудно содержать в неволе, поскольку условия, необходимые им в дикой природе, сложно и дорого воссоздать. Даже идеальные условия в неволе значительно сокращают их жизнь, и они никогда не размножаются.

## Распространение
Coenobita perlatus обитает на обширной территории Индо-Тихоокеанского региона, от Индонезии, Маврикия, Сейшельских островов и Альдабры на западе до Самоа на востоке. В Австралии вид ограничен островом Рождества, Кокосовыми островами, Большим Барьерным рифом и территорией островов Кораллового моря. В дикой природе животные могут жить 25-30 лет, но в неволе они живут всего 1-4 года и не размножаются.

## Экология и поведение
Coenobita perlatus сохраняет запас воды в раковине, в которой обитает. Ночью он возвращается в море, чтобы освежить воду, и осуществляет осморегуляцию, принимая соответствующие количества морской воды. В жаркий день он может зарываться во влажный песок для терморегуляции и предотвращения потери воды. Он также может спрятаться в раковине и закрыть отверстие клешнями.
Coenobita perlatus является эффективным падальщиком. Благодаря присутствию этих раков количество падальных мух на многих островах сильно снижено. Также было замечено, что он могут убивать и поедать завезённых на острова людьми наземных улиток Achatina fulica.
Самки какое-то время вынашивают яйца внутри своей раковины, но затем выбрасывают их в море.

## Таксономическая история
Coenobita perlatus был первоначально описан в 1837 году Анри Милн-Эдвардсом на основе материала с острова Маврикий.

## Домашние питомцы
Из шести видов Coenobita, часто содержащихся в любительских аквариумах, этот встречается реже всего.